# Jon Heder
Pour les articles homonymes, voir Heder (homonymie).
Jon Heder (/ˈhiːdə(ɹ)/) est un acteur américain, né le 26 octobre 1977 à Fort Collins, dans le Colorado (États-Unis).

## Biographie
Jon Heder a grandi au sein d'une famille de six enfants à Salem dans l'Oregon. Il est diplômé en animation 3D. Il a étudié avec son frère jumeau Daniel à l’université Brigham Young à Provo, dans l'Utah.
Il vit maintenant avec sa femme Kirsten à Springville dans l'Utah.
Il a été le Guest Host en compagnie de Don Johnson du programme télévisé WWE Raw le 18 janvier 2010.
En 2010 il joue le rôle de Lance (un magicien de rue, qui tombe fou amoureux de Beth) dans le film C'était à Rome aux côtés de Kristen Bell et Josh Duhamel.
En 2014, il participe au clip musical du groupe québécois Chromeo, pour la chanson Old 45's.

## Vie privée
Jon Heder est mormon.
John Heder est marié depuis 2002 et a 3 enfants.

## Filmographie
- 2000 : Funky Town de Matthew Janzen
- 2000 : The Wrong Brother de Chris Bowman (vidéo) (court-métrage)
- 2003 : Peluca de Jared Hess (court-métrage)
- 2004 : Napoleon Dynamite de Jared Hess : Napoleon Dynamite
- 2005 : Robot Chicken, de Seth Green et Matthew Senreich (série TV) (épisode The Black Cherry)
- 2005 : Et si c'était vrai... (Just Like Heaven), de Mark Waters
- 2006 : The Benchwarmers, de Dennis Dugan
- 2006 : Moving McAllister, d'Andrew Black
- 2007 : L'École des dragueurs (School for Scoundrels) de Todd Phillips
- 2007 : Les Rois de la glisse (Surf's up) : Joe
- 2007 : Les Rois du patin (Blades of Glory), de Josh Gordon et Will Speck : James "Jimmy" MacElroy
- 2007 : Mama's Boy de Tim Hamilton
- 2008 :  My name is Earl (série) : saison 3 épisode 20 « Girl Earl » réalisé par Eyal Gordin
- 2009 : Woke up dead
- 2010 : C'était à Rome (When in Rome) de Mark Steven Johnson : Lance, le magicien de rue
- 2012 : Buddy Holly Is Well & Alive On Ganymède
- 2015 : Réalité de Quentin Dupieux : Denis
- 2015 : Walt avant Mickey (Walt Before Mickey) de Khoa Le : Roy Disney
- 2018 : Killing Winston Jones de Joel David Moore :
- 2024 : Thelma la licorne (Thelma the Unicorn) de Jared Hess et Lynn Wang : Reggie
- 2024 : Waltzing with Brando de Bill Fishman : Bernard Judge